# Ferdinando Carulli
Ferdinando Carulli (ur. 20 lutego 1770 w Neapolu, zm. 17 lutego 1841 w Paryżu) – włoski gitarzysta, kompozytor i pedagog.
Był wirtuozem gitary klasycznej. Od 1808 prowadził działalność w Paryżu. Skomponował ok. 300 utworów, w tym dwa koncerty (opusy 104 i 207). Około 1810 w Paryżu ukazała się jego metoda na gitarę w trzech tomach (op. 27). Miał syna Gustava, również gitarzystę.